# 婦人 (クルアーン)
『婦人』(ふじん、アラビア語: سورة النساء, Sūratu an-Nisā))とは、クルアーンにおける第4番目の章（スーラ）。176の節（アーヤ）から成る。
36節は、孤児・貧者・旅行者などに親切にするよう命じられている啓示。
本章の題名は第3-4節や第127-130節を代表として本章を通じて女性に対して無数の言及がなされていることに由来する。

## 啓示の時期
本章はマディーナで啓示されたことがAllamah Muhammad Hussain Tabatabaiによって確証されており、彼によれば、本章の内容からしてヒジュラ以降に啓示されたことは間違いないという。
『婦人』は通常クルアーンの第四の章とされるが、ネルデケによるスーラの分類によれば、イスラームの伝統に基づけば『婦人』はほぼ百番目に啓示された章であるという。Amir-Aliは本章を94番目に啓示された章だとしている一方、Hz. OsmanとIbn`Abbasは92番目に啓示されたと考えている。また、Ja`fer es-Sadikは本章を91番目の章だと考えている。孤児を考慮した立法がなされていること基づけば本章は、多くのムスリムが殺され新たなムスリムの共同体に多数の被扶養者をもたらしたウフドの戦いの後に啓示された可能性が非常に高い。それゆえ啓示が始まったのはヒジュラ暦3年ごろだが8年までに終わることはなかった。そのため、クルアーン中二番目に長い期間に啓示された本章の各部分は最も長い期間に啓示された章である第60章『試問される女』と啓示された時期が重なっている。しかしながら、そうした非連続的で長期間にわたる啓示にもかかわらず、本章はその主題に一貫性がある。
さらに、クルアーンの中での本章の位置と関連付けて、ニール・ロビンソンは彼の言うところのスーラの「切り組み」(英: dovetailing)について述べている。クルアーンの構造に関するこの考えに基づけば、一つのスーラの終わりにある主題は次のスーラですぐに話題に出されるという。第3章『イムラーン家』には章の終わり近くで男性と女性についての議論がなされている(3.195)。このテーマは第4章の冒頭でも続行されている: 「人間どもよ、汝らの主を畏れまつれ。汝らをただひとりの者から創り出し、その一部から配偶者を作り出し、この両人から無数の男と女とを(地上に)播き散らし給うたお方にましますぞ。アッラーを畏れまつれ。汝らお互い同士で頼みごとする時に、いつもその御名を引き合いに出し奉るお方ではないか。」 この切り組み構造はスーラを配列する際の複雑な編集過程を示している。

## 内容と背景
本章は許容されるムスリムの行動を概説することで新しく作られたムスリム共同体を保護することを狙いとしている。本章はクルアーンの権威ある法源としての地位や共同体を形作る能力を例証している。本章はそれ以前に異教徒のアラブ人たちが行っていた慣習を根絶することを狙いとしており、それらの慣習はムスリム共同体ではもはや道徳的とみなされなくなった。例えば、本章のうち孤児の少女を公正に扱うことに関する部分(4:2-4)では、その財産を得るために孤児の少女と結婚するというイスラーム以前のアラブの慣習が扱われている。
主題の内容に関して言うと、『婦人』は女性に対する関心を扱うだけでなく、相続、婚姻法、子供や孤児の扱い方、法的実践、ジハード、ムスリム共同体と啓典の民との関係、戦争、キリスト教徒が主張するような子なる神というよりむしろ預言者としてのイエスの地位といったことも議論されている。本章で戦争を議論する際、戦争では弱者のために戦うようにムスリム共同体に焚き付けており、たとえば4:75ではこう述べられている: 「これ、汝ら、何ゆえアッラーの御為めに、またあの力弱い男や女や子供たちのために戦おうとしないのか。みんなああして訴えておるではないか、『神様、どうぞ私どもをこの市から連れ出し給え。ここの住民たちは不義なす徒ばかりでございます。どうぞ貴方様の側から私どもに誰か保護者をお立て下さい。どうぞ貴方様の側から私どもに誰か助け手をお立て下さい』と。」 本章では初期のムスリム共同体が直面した多くの問題について語られ、共同体が直面した脅威に対する応答が与えられている。本章で語られる多種多様な問題と本章の長さにより本章は文学的構造に分割するのが困難になっている。しかし、本章の各部分に表されたテーマの研究に基づいて、Amīn Ahsan Islāhīが本章を主題の内容に即して三つの部分、つまり、社会改革、イスラーム共同体とその敵、結論の三つに分割している。Mathias Zahniserは本章の構造を観察する別の方法を発表している。彼によれば、本章の中心的なテーマはキリスト教徒に説明することにあるという。彼は対句、反復、円環論法 といった技法に基づいた本章の構造の考察に基づいてこの結論に達した。しかし、カール・エルンストはこんな広大なスーラを理解するためにはこうした構造分析を施す必要のある仕事がまだまだあると述べている。
『クルアーンと女性』(英:Qur'an and Woman)においてAmina Wadudがクルアーンの解釈を伝統的、反動的、全体論的の三つのカテゴリに分類している。一種類目の解釈が本章に適用されることでムスリム共同体における女性の地位に対する見方に大きな影響が与えられた。フェミニストは三番目の全体論的な解釈によってクルアーンを読むが、この解釈は『婦人』との関係に妥当し、本章の解釈を新たに生み出すことができる。

## 章句の例

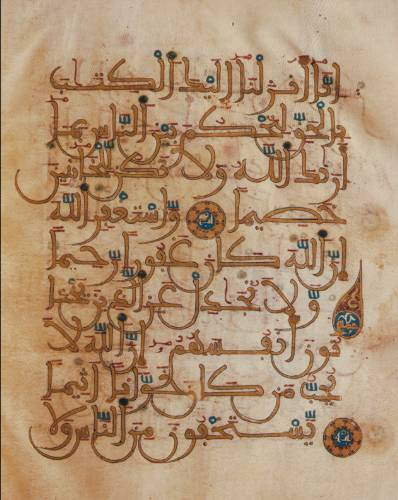
マグレブ字体による13世紀のクルアーン写本の『婦人』の章

以下、クルアーン本文は岩波文庫版、井筒俊彦訳を引用した。

### [Quran4:3]
وَإِنْ خِفْتُمْ أَلَّا تُقْسِطُوا فِي الْيَتَامَى فَانْكِحُوا مَا طَابَ لَكُمْ مِنَ النِّسَاءِ مَثْنَى وَثُلَاثَ وَرُبَاعَ فَإِنْ خِفْتُمْ أَلَّا تَعْدِلُوا فَوَاحِدَةً أَوْ مَا مَلَكَتْ أَيْمَانُكُمْ ذَلِكَ أَدْنَى أَلَّا تَعُولُوا
「もし汝ら(自分だけでは)孤児に公正にしてやれそうもないと思ったら、誰か気に入った女をめとるがよい、二人なり、三人なり、四人なり。だがもし(妻が多くては)公平にできないようならば一人だけにしておくか、さもなくばお前たちの右手が所有しているものだけで我慢しておけ。その方が片手落ちになる心配が少くてすむ。」
イスラームの一夫多妻制を扱っている。
最初の文は自身の子供と平等・公平に扱える限りで孤児を養子にすることを人々に勧めている。つまりこれは結婚を超えて孤児を養子にすることを提案しているのである。

### [Quran4:4]
وَآتُوا النِّسَاءَ صَدُقَاتِهِنَّ نِحْلَةً فَإِنْ طِبْنَ لَكُمْ عَنْ شَيْءٍ مِنْهُ نَفْسًا فَكُلُوهُ هَنِيئًا مَرِيئًا
「妻たちには贈与財をこころよく払ってやれよ。だが、女の方で汝らに特に好意を示して、その一部を返してくれた場合には、遠慮なく喜んで頂戴するがよい。」

### [Quran4:11]
يُوصِيكُمُ اللَّهُ فِي أَوْلَادِكُمْ لِلذَّكَرِ مِثْلُ حَظِّ الْأُنْثَيَيْنِ فَإِنْ كُنَّ نِسَاءً فَوْقَ اثْنَتَيْنِ فَلَهُنَّ ثُلُثَا مَا تَرَكَ وَإِنْ كَانَتْ وَاحِدَةً فَلَهَا النِّصْفُ وَلِأَبَوَيْهِ لِكُلِّ وَاحِدٍ مِنْهُمَا السُّدُسُ مِمَّا تَرَكَ إِنْ كَانَ لَهُ وَلَدٌ فَإِنْ لَمْ يَكُنْ لَهُ وَلَدٌ وَوَرِثَهُ أَبَوَاهُ فَلِأُمِّهِ الثُّلُثُ فَإِنْ كَانَ لَهُ إِخْوَةٌ فَلِأُمِّهِ السُّدُسُ مِنْ بَعْدِ وَصِيَّةٍ يُوصِي بِهَا أَوْ دَيْنٍ آبَاؤُكُمْ وَأَبْنَاؤُكُمْ لَا تَدْرُونَ أَيُّهُمْ أَقْرَبُ لَكُمْ نَفْعًا فَرِيضَةً مِنَ اللَّهِ إِنَّ اللَّهَ كَانَ عَلِيمًا حَكِيمًا
「汝らの子供に関してアッラーはこうお命じになっておられる。男の子には女の子の二人分を。」

### [Quran4:17]
إِنَّمَا التَّوْبَةُ عَلَى اللَّهِ لِلَّذِينَ يَعْمَلُونَ السُّوءَ بِجَهَالَةٍ ثُمَّ يَتُوبُونَ مِنْ قَرِيبٍ فَأُولَئِكَ يَتُوبُ اللَّهُ عَلَيْهِمْ وَكَانَ اللَّهُ عَلِيمًا حَكِيمًا
「と言っても(アッラーの)お許しが働くのは、知らずに悪い事をして、しかもすぐ後で悔悛する人の場合に限る。そういう人たちにだけは、アッラーも赦しのお顔を向け給う。まことアッラーは全知にして至高の智者におわします。」
この節はアッラーの赦しについて述べている。

### [Quran4:23]
حُرِّمَتْ عَلَيْكُمْ أُمَّهَاتُكُمْ وَبَنَاتُكُمْ وَأَخَوَاتُكُمْ وَعَمَّاتُكُمْ وَخَالَاتُكُمْ وَبَنَاتُ الْأَخِ وَبَنَاتُ الْأُخْتِ وَأُمَّهَاتُكُمُ اللَّاتِي أَرْضَعْنَكُمْ وَأَخَوَاتُكُمْ مِنَ الرَّضَاعَةِ وَأُمَّهَاتُ نِسَائِكُمْ وَرَبَائِبُكُمُ اللَّاتِي فِي حُجُورِكُمْ مِنْ نِسَائِكُمُ اللَّاتِي دَخَلْتُمْ بِهِنَّ فَإِنْ لَمْ تَكُونُوا دَخَلْتُمْ بِهِنَّ فَلَا جُنَاحَ عَلَيْكُمْ وَحَلَائِلُ أَبْنَائِكُمُ الَّذِينَ مِنْ أَصْلَابِكُمْ وَأَنْ تَجْمَعُوا بَيْنَ الْأُخْتَيْنِ إِلَّا مَا قَدْ سَلَفَ إِنَّ اللَّهَ كَانَ غَفُورًا رَحِيمًا
「汝らの娶ってならぬ相手としては、自分の母親、娘、姉妹、父方の叔母に母方の叔母、兄弟の娘に姉妹の娘、自分に乳を飲ませてくれた母、乳姉妹、妻の母親、汝らが肉体的交渉をもった妻が(以前に)生んで(連れて来た)継娘で(今は)汝らが後見している者―だが勿論、まだ交渉をもたぬうちなら(その連れ子を妻にしても)罪にはならぬ―それからまた自分の腰から出た息子の配偶者。姉妹を二人同時に妻にすることもいけない。ただし過去のことは問わない。まことにアッラーは慈悲深く、情深くおわします。
この節では結婚してはいけない女性が詳述される。繰り返しが24節の冒頭「それから(娶っていけないのは)正式の夫を持つ女。但し汝らの右手の所有にかかるものはそのかぎりにあらず。」まで続く。

### [Quran4:24]
وَالْمُحْصَنَاتُ مِنَ النِّسَاءِ إِلَّا مَا مَلَكَتْ أَيْمَانُكُمْ كِتَابَ اللَّهِ عَلَيْكُمْ وَأُحِلَّ لَكُمْ مَا وَرَاءَ ذَلِكُمْ أَنْ تَبْتَغُوا بِأَمْوَالِكُمْ مُحْصِنِينَ غَيْرَ مُسَافِحِينَ فَمَا اسْتَمْتَعْتُمْ بِهِ مِنْهُنَّ فَآتُوهُنَّ أُجُورَهُنَّ فَرِيضَةً وَلَا جُنَاحَ عَلَيْكُمْ فِيمَا تَرَاضَيْتُمْ بِهِ مِنْ بَعْدِ الْفَرِيضَةِ إِنَّ اللَّهَ كَانَ عَلِيمًا حَكِيمًا
「それから(娶っていけないのは)正式の夫を持つ女。但し汝らの右手の所有にかかるものはそのかぎりにあらず。これが汝らに対するアッラーの御掟であるが、この掟の外であれば、己が財力の許すかぎりで、といっても放縦な野合はならぬが、正式に結婚して、妻を求めることは差支ない。そして、女たちから快楽を得たならば、所定の報酬を払ってやること。その場合、所定の報酬額以上のことは、当事者の間で自由に取りきめてよろしい。まことアッラーは全知にして至高の智者におわします。」
シーア派の釈義によれば、この節こそが「ムタア(歓び)の節」と呼ばれてきた。

### [Quran4:34]
الرِّجَالُ قَوَّامُونَ عَلَى النِّسَاءِ بِمَا فَضَّلَ اللَّهُ بَعْضَهُمْ عَلَى بَعْضٍ وَبِمَا أَنْفَقُوا مِنْ أَمْوَالِهِمْ فَالصَّالِحَاتُ قَانِتَاتٌ حَافِظَاتٌ لِلْغَيْبِ بِمَا حَفِظَ اللَّهُ وَاللَّاتِي تَخَافُونَ نُشُوزَهُنَّ فَعِظُوهُنَّ وَاهْجُرُوهُنَّ فِي الْمَضَاجِعِ وَاضْرِبُوهُنَّ فَإِنْ أَطَعْنَكُمْ فَلَا تَبْغُوا عَلَيْهِنَّ سَبِيلًا إِنَّ اللَّهَ كَانَ عَلِيًّا كَبِيرًا
「男は女の擁護者（家長）である。それはアッラーが、一方を他よりも強くなされ、かれらが自分の財産から（扶養するため）、経費を出すためである。それで貞節な女は従順に、アッラーの守護の下に（夫の）不在中を守る。あなたがたが、不忠実、不行跡の心配のある女たちには諭し、それでもだめならこれを臥所に置き去りにし、それでも効きめがなければこれを打て。それで言うことを聞くようならばかの彼女に対して（それ以上の）ことをしてはならない。本当にアッラーは極めて高く偉大であられる。」

### [Quran4:116]
إِنَّ اللّهَ لاَ يَغْفِرُ أَن يُشْرَكَ بِهِ وَيَغْفِرُ مَا دُونَ ذَلِكَ لِمَن يَشَاء وَمَن يُشْرِكْ بِاللّهِ فَقَدْ ضَلَّ ضَلاَلاً بَعِيدًا
偶像崇拝の禁止を説く節である。